# Christophe Dufresnes
Christophe Dufresnes (* 3. Dezember 1985) ist ein französischer Herpetologe.

## Leben
Dufresnes wuchs in den französischen Alpen auf. Ab 2004 absolvierte er ein Grundstudium in Biologie an der Universität Joseph Fourier Grenoble I, das er 2007 als Bachelor of Science abschloss. Ab 2007 folgte ein Masterstudium in Biodiversität, Ökologie und Umwelt an der Universität Joseph Fourrier. 2009 legte er seine Masterarbeit zum Thema Breeding ecology of the endangered Gouldian Finch: nest site selection and interspecific competition vor, für die er unter der Leitung von Simon Griffith von der Macquarie University in Sydney Feldarbeit im Nordwesten Australiens durchführte.
Von 2009 bis 2010 war er Forschungsassistent an der Abteilung für Ökologie und Evolution der Universität Lausanne (UNIL).

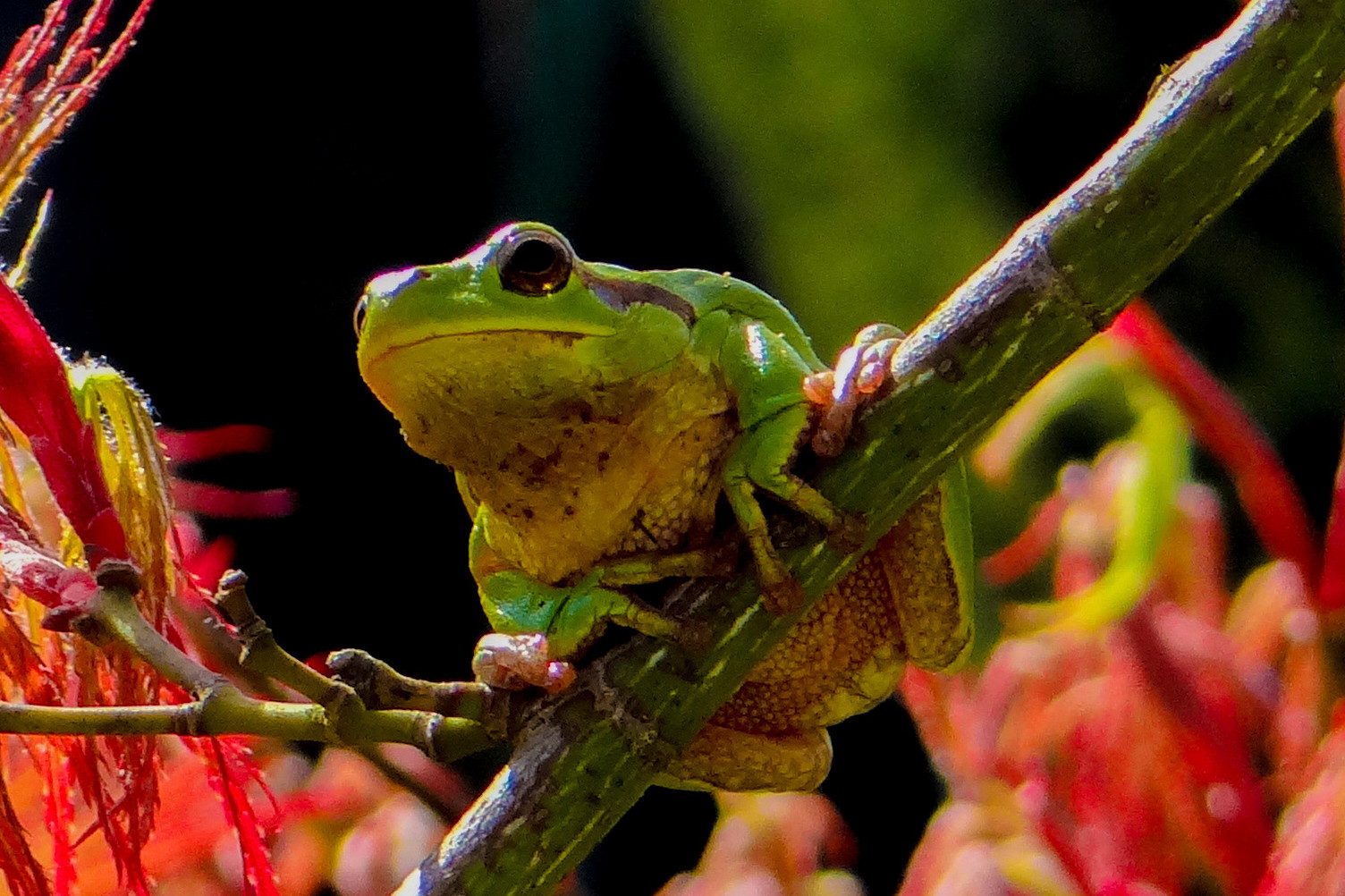
Hyla perrini Dufresnes et al., 2018

Nach einem fünfjährigen Doktorandenstudium wurde er 2015 unter Leitung von Nicolas Perrin mit der Dissertation Sex-chromosome evolution of Palearctic tree frogs in space and time an der Abteilung für Ökologie und Evolution der Universität Lausanne zum Ph.D. promoviert. Hierfür studierte er die europäische Radiation von Laubfröschen (Hyla sp.), wobei er vor allem die Prozesse untersuchte, die eine Degeneration des Y-Chromosoms verhindern, wie es bei Säugetieren der Fall ist. 2014 wurde er wissenschaftlicher Mitarbeiter am Laboratory for Conservation Biology (LBC) an der UNIL.
Von 2017 bis 2020 absolvierte er seine vom Schweizerischen Nationalfonds (FNS) finanzierte Postdoc-Phase  bei Professor Roger Butlin vom Department of Animal and Plant Sciences der University of Sheffield. Sein Projekt befasste sich mit den genomischen Grundlagen der Artbildung durch die Untersuchung von Hybridzonen bei europäischen Amphibien.

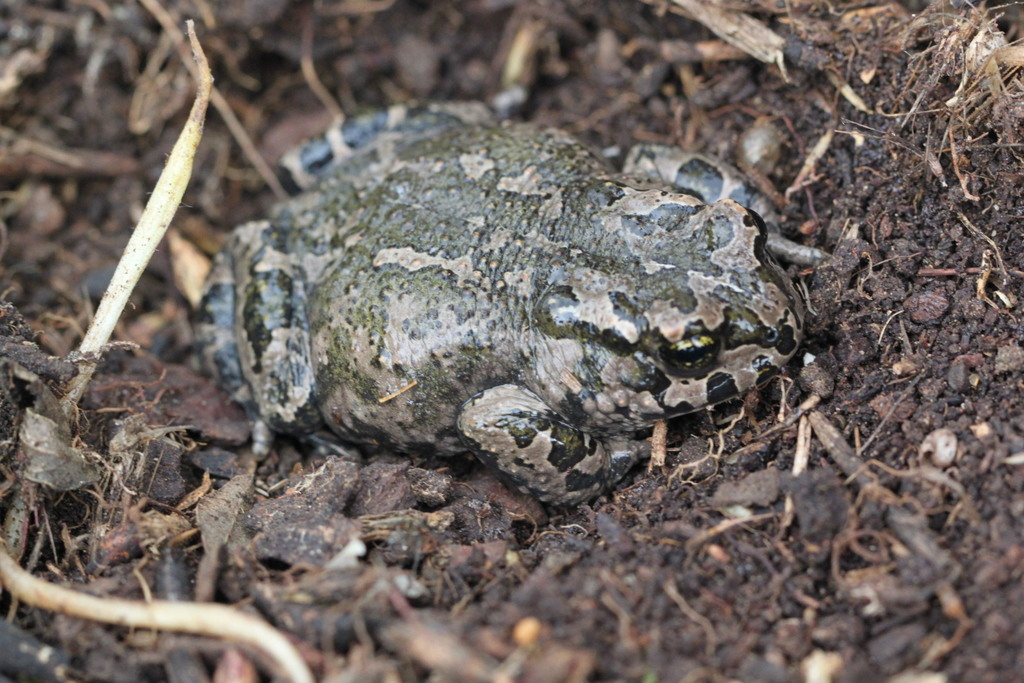
Bufotes cypriensis Litvinchuk, Mazepa, Jablonski & Dufresnes, 2019

Seit 2020 ist er Professor an der Nanjing Forestry University in Nanjing, Volksrepublik China.
Seine Forschung umfasst in erster Linie die Phylogeographie und Populationsgenetik von Amphibien mit den Schwerpunkten Biogeographie, Artbildung und Naturschutz.
Dufresnes ist an vielen naturschutzgenetischen Projekten zu Amphibien und anderen gefährdeten Tieren beteiligt. Zu seinen Aktivitäten gehören die Entdeckung und Kartierung kryptischer Arten sowie die Diversität, die Untersuchung regionaler Zusammenhänge und das Studium der Auswirkungen der Hybridisierung mit invasiven Arten.
Zu den von Dufresnes erstbeschriebenen Taxa zählen Bufotes cypriensis (2019), Bufotes perrini (2019), Hyla carthaginiensis (2019), Hyla intermedia perrini (2018) sowie Pelobates balcanicus chloeae (2019).
2019 veröffentlichte er das Buch Amphibians of Europe, North Africa and the Middle East: A Photographic Guide.